# Mabel Parton
Mabel Bramwell Parton (* 22. Juli 1881 in London als Mabel Squire; † 12. August 1962 in der Grafschaft Surrey) war eine englische Tennisspielerin.

## Leben
Parton kam am 22. Juli 1881 als Tochter von Sir Peter Squire, einem pharmazeutischen Chemiker in London zur Welt. 1904 nahm sie erstmals an den Wimbledon Championships teil, wo sie bis 1928 keine Ausgabe verpasste. 1906 heiratete sie den Juristen und Tennisspieler Ernest George Parton und nahm dessen Namen an. Im Einzel erreichte Parton 1912 bei einer Niederlage gegen Dora Boothby in zwei Sätzen und 1920, wo sie Elizabeth Ryan unterlag, das Wimbledon-Halbfinale. Auch im Doppel und Mixed gelang ihr 1913 jeweils der Einzug ins Halbfinale.
Bei den Olympischen Spielen 1912 in Stockholm errang Parton die Bronzemedaille im Hallen-Einzel. Nachdem sie im Halbfinale gegen die Olympiasiegerin Edith Hannam verloren hatte, besiegte sie im Spiel um Bronze die Schwedin Sigrid Fick in zwei Sätzen. In der Mixed-Konkurrenz in der Halle spielte sie mit Theodore Mavrogordato und schied im Viertelfinale abermals gegen Hannam aus, die mit Charles Dixon später die Goldmedaille gewann.
1924 trennte sie sich von Ernest Parton und heiratete Theodore Mavrogordato, mit dem sie bereits Mixed in Wimbledon und bei Olympia spielte.
Parton starb 1962 im Alter von 81 Jahren in der Grafschaft Surrey.